# Cleome moritziana
Cleome moritziana är en paradisblomsterväxtart som beskrevs av Johann Friedrich Klotzsch och August Wilhelm Eichler. Cleome moritziana ingår i släktet paradisblomstersläktet, och familjen paradisblomsterväxter. Inga underarter finns listade i Catalogue of Life.